# Ted Brocklebank
Ted Brocklebank (* 24. September 1942 in St Andrews) ist ein schottischer Politiker und Mitglied der Conservative Party.
Brocklebank besuchte das Madras College in St Andrews. Anschließend war er im Mediensektor tätig, so zunächst als freischaffender Journalist, dann bis 1970 für Scottish Television. Brocklebank wechselte zu Grampian Television und bekleidete verschiedene leitende Positionen. Zwischen 1995 und 2003 war er schließlich Geschäftsführer von Greyfriars Production.

## Politischer Werdegang
Bei den Schottischen Parlamentswahlen 1999, 2003 und 2007 trat Brocklebank als Kandidat Conservative Party für den Wahlkreis North East Fife an. Er unterlag jedoch bei allen drei Wahlen dem Kandidaten der Liberal Democrats, Iain Smith. Auf Grund der Wahlergebnisse gelang Brocklebank jedoch 2003 und 2007 über die Regionalwahlliste von Mid Scotland and Fife der Einzug ins Parlament.